# Сингх, Виджендер
Виджендер Сингх Бенивал (в.-пандж. ਵਜਿੰਦਰ ਸਿੰਘ ਬੈਨੀਵਾਲ, англ. Vijender Singh Beniwal; род. 29 октября 1985) — индийский боксёр в среднем весе. Бронзовый призёр Олимпийских игр 2008. Награждён высшей спортивной наградой Индии Раджив Ганди Кхел Ратна в 2009 и четвёртой по старшинству гражданской наградой Индии Падма Шри в 2010 году. В 2015 году начал профессиональную карьеру.

## Биография
Родился 29 октября 1985 года в округе Бхивани штата Харьяна. Его отец, Махипал Сингх Бенивал, был сотрудником Haryana Roadways, а мать — домохозяйкой. Его старший брат Манодж служит в индийской армии. Сингх получил степень бакалавра в Vaish College в Бхивани.
Боксом начал заниматься с 15 лет. Тренировался в боксёрском клубе Бхивани под руководством тренера Джагдиша Сингха, который предложил ему заниматься спортом профессионально. Его первым международным соревнованием стали Афро-Азиатские игры 2003, где он выступил в качестве юниора и заработал серебряную медаль.
В 2004 году принял участие в Олимпийских играх в Афинах в категории первый полусредний вес, но проиграл в первом же туре турку Мустафе Карагёльлю. На играх Содружества 2006 года он выиграл серебряную медаль в среднем весе и в том же году получил бронзовую медаль Азиатских игр, уступив казахстанцу Бахтияру Артаеву в полуфинале со счётом 24-29. Перед Олимпийскими играми в Пекине прошёл тренировку в Национальном институте спорта в Патиале. На олимпиаде он побил в четвертьфинале эквадорца Карлоса Гонгору со счётом 9-4, но проиграл кубинцу Эмилио Корреа в полуфинале. Бронзовая медаль Олимпийских игр принесла ему популярность на родине, открыв дорогу в модельный и рекламный бизнес. Он также был приглашён принять участие в телевизионных шоу Nach Baliye и 10 Ka Dum вместе с другими индийскими знаменитостями.
Несмотря на проигрыш в четвертьфинале Чемпионата мира 2009, принесший ему бронзовую медаль, Сингх занял первое место в рейтинге Международной ассоциации любительского бокса в категории «средний вес» в сентябре 2009 года. На играх Содружества 2010 года он был побит англичанином Энтони Огого в полуфинале. Месяцем позже на Азиатских играх в Гуанчжоу стал чемпионом, победив в финале узбека Аббоса Атоева со счётом 7-0. Однако два года спустя на олимпиаде в Лондоне проиграл ему в четвертьфинале со счётом 13-17.
Благодаря съёмкам в рекламе, в 2012 году он попал в список «100 самых богатых знаменитостей», составленном индийской версией журнала Forbes, где занял 78 место с доходом 32 млн рупий.
Сингх снялся в одной из главных ролей в болливудском фильме Fugly (2014) вместе с Мохитом Марва, Арфи Ламби и Киарой Адвани. Кинокритик Таран Адарш написал в рецензии на фильм, что Сингх — «удивляет эффектным изображением персонажа».
В июне 2015 года Сингх подписал многолетний контракт с Queensberry Promotions и отправился в Великобританию для прохождения тренировок. Его первый бой в качестве профессионального боксёра состоялся 10 октября 2015 года на арене Манчестера, где он побил британца Сонни Уайтинга техническим нокаутом в третьем раунде. Победами нокаутом закончились и его следующие пять встреч. Седьмая, с австралийским боксёром Кэрри Хоупом, бывшим чемпионом ВБС Европы, была организована в Дели на стадионе Тьягарадж. Сингх победил по очкам по истечении 10 раундов (98-92, 98-92, 100-90) и по итогу встречи получил титул ВБО «Чемпион Тихоокеанской Азии» во втором среднем весе. Сингх также занял 10-е место в рейтинге 15 лучших боксёров ВБО в своей весовой категории.
Первое поражение в профессиональной карьере потерпел технических нокаутом в пятом раунде от россиянина Артыша Лопсана в 2021 году.

### Личная жизнь
В 2011 году после четырёх лет отношений Виджендер женился на Арчане Сингх, у супругов есть сын.